# Idolomantis diabolica
Mante diabolique
Genre
Espèce
Idolomantis diabolica, la mante diabolique, est une espèce de mante de la famille des Empusidae, et l'unique représentante du genre Idolomantis. C'est l'une des plus grandes espèces de mantes religieuses, et est peut-être la plus grande qui imite les fleurs.

## Description
Idolomantis diabolica est une grande mante religieuse de la famille des Empusidae. Les femelles mesurent environ 13 cm de long et les mâles environ 10 cm. Elle est originaire d'Éthiopie, du Kenya, du Malawi, de Somalie, de Tanzanie, du Soudan du Sud et d'Ouganda. Son affichage de menace est magnifiquement coloré, avec du rouge, du blanc, du bleu, du violet et du noir.

## Menaces
Idolomantis diabolica est particulièrement prisée sur le marché des mantes en tant que nouvel animal de compagnie. Sa rareté et ses prix élevés amènent à la récolte de ses oothèques dans son milieu naturel sur des sites restreints, ce qui menace ses populations sauvages

## Taxonomie
Cette espèce est décrite sous le protonyme Idolum diabolica par l'entomologiste suisse Henri de Saussure dans son « Essai d'un système des Mantides » de 1869. Elle est placée dans le genre Idolomantis, dont il s'agit de la seule espèce, par l'entomologiste russo-britannique Boris Uvarov en 1940.

### Publication originale
- Henri de Saussure, « Essai d'un système des Mantides », Bulletin de la Société suisse d'entomologie, vol. 3,‎ 1869, p. 49-73 (lire en ligne)

### Synonymie
Idolomantis diabolica a pour synonymes :
- Idolum diabolica Saussure, 1869
- Idolum diabroticum Shelford, 1903